# موشک سایوز
بار مفید به مدار نزدیک زمینجرم۶٬۴۵۰ کیلوگرم (۱۴٬۲۲۰ پوند)

موشک سایوز (به روسی: Союз) یک وسیله پرتاب یکبار مصرف بود که توسط OKB-1 طراحی و توسط مرکز فضایی موشکی پیشرفت در دهه ۱۹۶۰ تولید شد. این موشک در شهر کوبیشف سابق ساخته شد وو مأموریت داشت فضاپیمای سایوز را طی برنامه فضایی سایوز پرتاب کند.